# RD-33渦輪扇發動機
RD-33渦輪扇發動機（俄文：ОДК-Климов RD-33）是俄羅斯（原蘇聯時期）由克里莫夫設計局（現隸屬於聯合航空製造公司）於1968年研發的雙軸低旁通比帶後燃器渦輪扇發動機，為輕型戰鬥機動力系統的代表作，主要配備於MiG-29戰鬥機及JF-17「梟龍」戰鬥機。該引擎由設計局首席工程師S. P.伊佐托夫（S. P. Izotov）領導的OKB-117團隊開發，標誌着俄羅斯戰機動力從MiG-21、MiG-23等機型使用的渦輪噴射發動機，轉向效法1960年代西方如F-111與F-4K等機型採用的後燃渦輪扇技術，以提升燃油效率與推力性能。  
RD-33為克里莫夫公司首款推力級別達8,000至9,000千克力（78至88千牛頓；18,000至20,000磅力）的後燃渦輪扇發動機，採用模組化雙軸設計，便於單獨更換損壞部件。其結構包含4級低壓扇葉和9級高壓壓縮段，搭配鎳合金環狀燃燒室及單級高、低壓渦輪，渦輪前溫度達1,412°C（2,574°F），最大後燃推力為81.3千牛頓（18,300磅力），推重比為7.9:1。1981年量產後，持續衍生改良型號，包括外銷至中國與巴基斯坦合作生產的JF-17「梟龍」所使用的RD-93衍生型，以及後期開發的RD-33MK。後者透過全權數碼式控制系統解決早期型號燃燒不全產生黑煙的問題，並將最大後燃推力增至88千牛頓（20,000磅），使用壽命延長至4,000小時。  
除MiG-29系列外，RD-33系列亦應用於MiG-35、JF-17「梟龍」等機型，並曾推出無後燃器版本RD-33NB供Il-102攻擊機使用。2010年代後，俄羅斯進一步開發RD-93MA改進型，將最大後燃推力提升至91.2千牛頓（約9.3噸），計劃用於「梟龍」後續批次或潛在的輕型隱身戰機方案。截至2020年代，RD-33系列仍是俄製中推發動機的代表作，廣泛服役於多國空軍。  

## 生產次型
- RD-33

RD-33是第一種量產型發動機，使用於MiG-29和MiG-29UB雙座教練型上。第一具於1976年開始出廠遞交飛機公司。第一代RD-33的翻修間隔（Time Between Overhaul，TBO）為300小時，第二代之後提高至1600小時，第三代將可以達到2000小時。
- RD-33 series 2

提升發動機整體壽命至1,400小時的改良型。
- RD-33 series 3

1999年量產，發動機整體壽命提升至2,000小時，可用於舊型Mig-29替換，或是MiG-29M與MiG-29SMT的選配型號。
- RD-33NB

RD-33的無後燃器版本，Il-102攻擊機配備。
- RD-33K

RD-33改良型，提升渦輪前的燃燒溫度，同時也提高推力輸出。使用在MiG-29K與MiG-29M上。
- RD-33MK

2001年後克里莫夫為MiG-29K與MiG-29KUB戰鬥機開發的新衍生型，由RD-33K改良，MIG-35戰鬥機也採用此型發動機。該發動機最大的技術突破為採用全權數位式發動機控制系統及近代材料科技，大幅改善了RD-33系列以往的燃燒不全產生的黑煙問題；在近似的發動機尺寸上（長4.229公尺、直徑1.040公尺）RD-33MK淨重增加到1145公斤，壓縮比增加至24，進氣流量為每秒82公斤，最大軍用推力5,400公斤，後燃推力則增加到88仟牛頓（2萬磅、9080公斤，推重比7.9），發動機壽命提高到4,000小時。
- SMR-95（RD-33N）

俄羅斯共和國為南非法製幻象戰機系列提供的改良方案，克里莫夫將RD-33修改供幻象F1戰鬥機與印度豹戰鬥機使用。SMR-95與RD-33外觀最大差別為發動機齒輪箱挪動至發動機下方、發動機尾管延長，更換此型引擎的幻象機性能均有顯著提升，最後在後勤談判落差與南非經費不足等困境下計劃案終結。
- RD-93

外銷至中國與巴基斯坦，使用於梟龍戰機上，後燃推力增加至98仟牛頓。推力的增加使RD-93的使用壽命從RD-33的4000小時降低到2200小時。
- RD-133

採用向量噴嘴的RD-33改良型，發動機主體仍舊相通。使用於MiG-35上。

## 採用的飛機
- 伊爾-102（英语：Il-102）
- 米格-29
- 米格-29M
- 米格-29K
- 米格-35
- FC-1/JF17
- FC-31

## 性能（RD-33）

### 一般特徵
- 類型：雙軸低涵道比]]帶加力渦輪扇發動機
- 全長：4,250公釐（167.3吋）
- 直徑：1,040公釐（40.9吋）
- 淨重：1,055公斤（2,325磅）
- 最大直徑: 1公尺

### 組成部件
- 壓縮器：雙軸式壓縮器，4級扇葉和9個壓縮段
- 旁通比：0.49：1
- 燃燒段: 環狀燃燒室
- 渦輪段: 1級低壓/1級高壓
- 壓縮段: 4級低壓/9級高壓
- 壓縮比: 21
- 旁通比: 0.49
- 質流量: 76公斤/秒

### 飛行表現
- 推力：
  - 軍用推力：5,098公斤（50.0 kN, 11,230磅）
  - 最大後燃推力：8,300公斤（81.3 kN, 18,285磅）
- 總壓縮比：20：1
- 渦前溫度：1,407 °C (2,565 °F)
- 燃料消耗：
  - 軍用推力：78.6 kg kg/(kN·h) (0.77 lb/(lbf·h))
  - 最大後燃推力：209.2 kg/(kN·h) (2.05 lb/(lbf·h))
- 推力重量比：77.1 N/kg (7.9:1)
- 反應時間：從空轉到最大後燃推力共需4秒

#### 相似引擎
- 渦扇-13
- 渦扇-19
- F404
- F414
- Eurojet EJ200（英语：Eurojet EJ200）
- Snecma M88（英语：Snecma M88）

## 外部連結
- RD-33 Turbojet engine（页面存档备份，存于），Klimov
- RD-93 for JF-17 / FC-1
- India to Build RD-33 under license（页面存档备份，存于）
- India to make Mig 29 Engines with Russia